# Catasticta arborardens
Catasticta arborardens är en fjärilsart som beskrevs av Eduard Johannes Reissinger 1972. Catasticta arborardens ingår i släktet Catasticta och familjen vitfjärilar.
Artens utbredningsområde är Peru. Inga underarter finns listade i Catalogue of Life.